# Ruholah Musavi Homeini
Ruholah Musavi Homeini, bolj znan kot ajatola Homeini, iranski verski in politični voditelj, * 17. maj 1900 ali 22. september 1902, Homein, Iran, † 3. junij 1989, Teheran.

## Življenjepis
Ruhola Musavi Hendi Homeini se je rodil očetu ajatoli Saidu Mustafu Musaviju in materi Hajar v mestecu Homein, kakih 300 kilometrov južno od Teherana. Kot datum rojstva se navajajo različni datumi, najverjetneje pa se je rodil 17. maja 1900. Njegov ded po očetovi strani, Said Ahmed Musavi Hendi, se je rodil v Kinturju, vasici v indijski zvezni državi Utar Pradeš. V Iran je prišel leta 1834, ko je v mestu Homein kupil majhno posest. Homeinijev ded po materini strani, Mirza Ahmed Mojtahed Honsari je bil visok in vpliven islamski klerik, ki je med drugim vernikom v osrednjem Iranu prepovedal kaditi tobak, kar je šah Reza Pahlavi kasneje preklical.
Ko je bilo Ruholahu komaj pet mesecev, so mu umorili očeta. Njegovo vzgojo sta prevzeli mama in teta. Obe sta umrli, ko je Ruholah dopolnil 15 let. Šolal se je doma in v lokalni vaški šoli. Ko je dopolnil 18 let, je vstopil v šolo ajatole Abdula Karima Haerija Jazdija v mestu Arak. Njegov duhovni učitelj in vodja Jazdi je bil eden od učencev najpomembnejših šiitskih učiteljev iz Najafa in Kerbale v Iraku.
Leta 1921 je Homeini končal šolanje v Araku in sledil svojemu učitelju v iransko sveto mesto Kom, kjer je študiral in diplomiral iz islamskega šeriatskega prava, filozofije in misticizma, o čemer je kasneje napisal nekaj knjig. Leta 1963 mu je bil podeljen verski naziv ajatola, v skladu s tradicijo pa je ob tej priložnosti spremenil tudi svoj priimek in za svoj novi priimek prevzel ime mesta, v katerem je bil rojen (Homein). Istega leta je na verskem zborovanju v Qomu (Khom, Hom) kritiziral šaha Pahlavija in bil zato za nekaj mesecev zaprt, nato pa izgnan v Turčijo.
Tam je ostal nekaj manj kot eno leto, nato pa se je leta 1965 preselil v An Najaf, šiitsko romarsko središče v večinoma sunitskem Iraku. Tam je ostal do januarja 1978, ko je omemba njegovega imena v iranskem časopisju sprožila nasilne demonstracije v Qomu, te so se razširile po vsem Iranu. Šahova vojska jih je na silo zatrla, pri čemer je ubila 24 demonstrantov. Obenem je šah od uradnega Bagdada zahteval, da Homeinija izžene iz Iraka, kar je Irak tudi storil. To pot je zatočišče našel v Parizu, kjer je ustanovil vlado v izgnanstvu. 
Med tem je v Iranu prihajalo do vse nasilnejših demonstracij. Zdaj to ni bil več samo upor proti šahu, ampak tudi upor proti njegovim ameriškim »botrom«. Dogodki so pripeljali tako daleč, da je nazadnje ameriški predsednik Jimmy Carter iranskemu šahu sam svetoval, naj zaradi lastne varnosti zapusti Iran. 16. januarja leta 1979 je Reza Pahlavi zapustil deželo. 

### Razglasitev islamske republike in zajetje ameriških talcev
1. februarja 1979, dva tedna po šahovem begu iz države se je v državo vrnil ajatola Homeini in začel s prevzemom oblasti ob močni podpori ljudstva. Eden prvih ukrepov, ki jih je sprejel novi voditelj je bila prepoved vstopa v državo ameriškim državljanom. 
Tudi vojaški vrh je po nekaj dneh obljubil poslušnost novemu voditelju, s čimer je ta začel izvajati islamsko revolucijo. Takrat devetinsedemdesetletni Homeini je ukinil šahov parlament, preklical ustavo in razglasil teokratsko vodeno Islamsko republiko Iran. Sebe je razglasil za vrhovnega vodjo, državo pa so naslednjih deset let pod njegovim strogim teokratskim vodstvom vodili šiitski imami. Homeini je v sodišča vpeljal staro šeriatsko pravo, katerega korenine segajo v srednji vek, ko je cvetela perzijska civilizacija.
Padli šah Reza Pahlavi je medtem obolel za rakom in se zatekel v New York. Na teheranskih ulicah se je takrat ponovno zbral milijon demonstrantov ter zahteval od ZDA takojšnjo in brezpogojno izročitev pobeglega diktatorja, da bi mu lahko sodili. ZDA so izročitev zavrnile, kar je bil povod, da je 4. novembra petsto Homeiniju najbolj zvestih študentov in aktivistov vdrlo v varovano stavbo ameriške ambasade, zasedlo poslopje in zajelo 52 ameriških talcev. 
Drama z ameriškimi talci je trajala 444 dni. Ugrabitelji so zahtevali izročitev šaha, Carterjeva diplomatska taktika pa je v Iranu za več kot leto popolnoma odpovedala. Ekonomske sankcije, ki so jih ZDA sprožile proti upornemu Iranu niso učinkovale, grožnje z bombardiranjem tudi ne. 
V začetku aprila 1980 je Carter tako prekinil neuspela pogajanja z Iranom in podpisal dokumente, s katerimi je odobril tajno misijo, imenovano operacija Orlov krempelj. Ta, v strogi tajnosti načrtovana in na moč zapletena vojaška operacija ameriških komandosov, pa se je spremenila v polom, ko so trije od osmih helikopterjev ponoči strmoglavili sredi puščave, še dodatnih osem marincev pa je umrlo, ko sta v zraku trčila ameriški helikopter in letalo za oskrbo z gorivom.
Julija 1980 je nekdanji iranski šah Reza Pahlavi zaradi raka umrl v Kairu. Po dolgih pogajanjih ter finančnih in drugih obljubah pa so Iranci 20. januarja 1981 izpustili ameriške talce. To se je zgodilo na isti dan, ko je v Belo hišo prišel novi ameriški predsednik Ronald Reagan. Dokumenti iz leta 1985, ki so po 20 letih (leta 2005) prišli v javnost, razkrivajo, da je Reagan Irancem tik pred začetkom vojne med Iranom in Irakom odobril prodajo orožja v zameno za izpustitev talcev na dan njegovega vstopa v Belo hišo. Veselo novico je Reagan ameriški javnosti sporočil med svojim inavguracijskim govorom, Carter pa je izpuščene talce pričakal na vojaškem letališču v Nemčiji.

## Iraško-Iranska vojna
Kljub prodaji orožja Iranu pa je med Iraško-Iransko vojno ameriška politika podpirala Irak in njegovega voditelja Sadama Huseina, ki je po vzpostavitvi Islamske republike Iran, leta 1980 nenapovedano napadel to državo. V vojni, ki je sledila, naj bi na obeh straneh padlo več kot milijon vojakov in civilistov. Irak je sicer že leta 1982 ponudil Iranu premirje, a ga je Homeini zavrnil, vojna pa se je nadaljevala še šest let.

## Fatva
Septembra 1988 je v Združenem kraljestvu izšla knjiga britanskega pisatelja indijskega rodu Salmana Rushdieja z naslovom Satanski stihi, ki je v hipu sprožila burne reakcije v islamskem svetu, saj jo je del razumel kot nespoštljiv opis dejanj preroka Mohameda. Knjigo so kmalu po izidu prepovedali v večini muslimanskih držav in Indiji. Štirinajstega februarja 1989 je iranski nacionalni radio v Teheranu v eter spustil naslednji Homeinijev poziv: »Obveščam pogumne muslimane sveta, da je avtor Satanskih stihov, knjige, ki je napisana, objavljena in uperjena proti islamu, njegovemu preroku in Koranu, skupaj z vsemi uredniki in založniki, ki so poznali njeno vsebino, obsojen na smrt. Pozivam vse muslimane, kjerkoli se nahajajo, naj ga ubijejo brez odlašanja, tako da si nihče več ne bo dovolil žaliti prepričanja muslimanov. Kdor ob tem izgubi življenje, bo veljal za mučenca po božji volji. Če ima kdo dostop do avtorja in sam ne more izvršiti fatve, ga pozivam, da o tem obvesti tiste, ki to zmorejo.«
Tri dni pozneje se je oglasil takratni iranski predsednik Mohamed Katami in sporočil, da bi morda lahko preklicali fatvo nad Rushdiejem, če se je pripravljen iskreno opravičiti za svoje pisanje milijardi muslimanov in ajatoli Homeiniju. Rushdie je storil natančno to: že naslednji dan se je javno opravičil. Iranska tiskovna agencija je en dan kasneje objavila sporočilo, »da njegovo opravičilo načeloma zadostuje«, a se je potem zapletlo in Homeinijeva obsodba ni bila preklicana. Še več, v Iranu je bilo pisateljevo opravičilo razumljeno kot priznanje krivde. Zaradi te fatve sta Združeno kraljestvo in Iran 7. marca 1989 uradno prekinila diplomatske odnose.
Po muslimanskem svetu so se razplamteli protesti. Muslimani so se zbirali na množičnih protestih in zažigali Rushdiejevo knjigo. Julija 1991 so neznanci do smrti zabodli japonskega prevajalca Satanskih stihov Hitošija Igarašija, prevajalec v italijanščino Ettore Capriolo pa je podoben napad komaj preživel. Norveški založnik William Nygaard, ki je izdal Rushdiejevo knjigo, je bil oktobra 1993 ranjen v atentatu. Avtor sporne knjige Salman Rushdie pa se od obsodbe naprej skriva.
Septembra 1998 je Iran izrazil željo po ponovni vzpostavitvi diplomatskih stikov z Združenim kraljestvom. Takratni zunanji minister Kamal Harazi je takrat zagotovil, da iranska vlada ne podpira nikakršne akcije, ki bi ogrozila življenje Salmana Rushdija, a je te besede kmalu po obnovitvi diplomatskih odnosov spremenil. V svojem sporočilu ob vsakoletnem muslimanskem romanju v Meko je še istega leta izjavil, da Iran zavrača zahteve po preklicu smrtne obsodbe, saj jo lahko prekliče le tisti, ki jo je izrekel.
Tretjega junija 1989, štiri mesece zatem, ko je izrekel smrtno obsodbo in pozval muslimane, naj usmrtijo Salmana Rushdieja, je ajatola Homeini umrl za posledicami infarkta. Njegovo duhovno vodstvo v Islamski republiki Iran je nasledil ajatola Ali Hamenej, ki je fatvo obnovil v začetku leta 2005.